# Логор Челебићи
Концентрациони логор Челебићи био је сабирни логор који су формирали припадници Армије РБиХ Алије Изетбеговића током рата у Босни и Херцеговини и у којем су мучени и убијани Срби са територије општине Коњиц и околине. Међународни Црвени крст регистровао је преко 400 лица која су страдала у овом логору.
Тужилаштво БиХ за ратне злочине подигло је оптужницу против Есе Мацића званог Макарон из Јабланице, припадника Армије РБиХ, који се терети за ратне злочине над заробљеним Србима током рата у Босни, за нечовечно поступање према заточеним цивилима и ратним заробљеницима српске националности у логору „Челебићи“, као и у спортској дворани Мусала у Коњицу, током 1992. и 1993. године.

## Оснивање логора
Комплекс „Челебићи“ налази се на око 5,5 km од Коњица. Заузима површину од око 50.000 m², а кроз средиште комплекса пролази пруга. Комплекс је користила ЈНА за смјештај течних горива. Осим барака и хангара, у комплексу се налазио и велики број подземних тунела и шахтова.
Јединице „ТО Коњиц“ и Хрватског вијећа одбране заузеле су војни комплекс „Челебићи“ 20. априла 1992, а први затвореници су доведени у логор крајем априла, након што су, у потрази за оружјем, претресане куће у селима Идбар и Челебићи.
Током маја, како би деблокирали путеве за Сарајево и Мостар, ТО Коњиц (у чијем саставу су углавном били Муслимани), ХВО и локални припадници МУП РБиХ су заједнички напали неколико села у којима су Срби чинили већину становништва. Њихова прва мета је било Доње Село, које су заузели 20. маја 1992. Након заузимања Доњег Села, јединице ТО и ХВО напале су Виниште, Цериће и Бјеловчину. Будрига је нападнута 25. и 26. маја, а многи становници села су заробљени током следећа два дана.
Током ових војних операција заробљен је велики број Срба. Већи дио њих је пребачен у бараке „Челебићи“, док је мањи дио завршио у спортској дворани „Мусала“ у Коњицу.

## Документарни филмови
У продукцији РТРС и Бриџ компаније из Канаде, уз помоћ савеза логораша Републике Српске снимљен је документарни филм о логору Челебићи, где се могу чути аутентичне изјаве преживелих сведока.